# Cotys IV
Pour les articles homonymes, voir Cotys.
Cotys IV est un prince astéen de Thrace du Ier siècle av. J.-C. et roi des Odryses de 57 et 48 av. J.-C. Il est le fils de Sadalès Ier, son prédécesseur, et le père de Sadalès II, son successeur.
Il achète, pour 300 talents, la permission de s'emparer des États des Besses dirigés par Rabocentus, au préteur de Macédoine, un certain Pison. Il les réunit aux siens.
Il envoie par la suite 500 hommes, commandés par son fils Sadalès, au secours de Pompée contre Jules César,.
Le reste de son histoire nous est inconnu.

### Sources partielles
- « Cotys III », Charles Weiss, Biographie universelle, ou Dictionnaire historique contenant la nécrologie des hommes célèbres de tous les pays, 1841 [détail des éditions].
- (en) Ian Mladjov, de l'Université du Michigan, liste des rois odrysiens de Thrace.
- (en) Site hourmo.eu, collection of Greek Coins of Thrace, Index des rois.